# Tryonicus montanus
Tryonicus montanus är en kackerlacksart som beskrevs av Shaw 1925. Tryonicus montanus ingår i släktet Tryonicus och familjen storkackerlackor. Inga underarter finns listade i Catalogue of Life.